# Memória imunológica
A memória imunológica é a capacidade do sistema imunitário de reconhecer de forma rápida e específica um antígeno que o corpo encontrou previamente e iniciar a correspondente resposta imunológica. Geralmente estas são respostas secundárias, terciárias e outras subsequentes respostas imunes ao mesmo antígeno. A memória imunológica é responsável pelo componente adaptativo do sistema imunitário, constituída por umas células T e B especiais, as denominadas células T de memória e células B de memória. A memória imunológica é a base da vacinação.

## Desenvolvimento da memória imunológica
A memória imunológica ocorre depois de uma resposta imune primária contra o antígeno. A memória imunológica é assim criada por cada indivíduo, depois duma exposição prévia inicial, a um agente potencialmente perigoso. O curso duma resposta imunitária secundária é similar à resposta imunitária primária, mas mais intensa e rápida. Depois de as células B de memória reconhecerem o antígeno apresentam o péptido, unido ao complexo MHC II, a células T efectoras próximas. Isso leva à activação destas células e à sua proliferação rápida. Assim que a resposta imunitária imune desaparece, as células efectoras da resposta imune são eliminadas. Porém, os anticorpos previamente criados no corpo que representam o componente humoral da memória imunológica permanecem durante um determinado tempo, constituindo um importante mecanismo de defesa em infecções subsequentes. Além disso os anticorpos formados, permanecem também no corpo um pequeno número de células T e B de memória que constituem o componente celular da memória imunológica, mais duradouro. Permanecem no corpo num estado de repouso e no segundo ou seguinte encontro com o mesmo antígeno estas células podem responder imediatamente e eliminar o antígeno. As células de memória têm uma longa vida e duram até várias décadas no corpo.

## Células B de memória
As células B de memória são células plasmáticas que podem produzir anticorpos durante muito tempo. Ao contrário das células B virgens envolvidas na resposta imunitária primária, a resposta das células B de memória é ligeiramente diferente. A célula B de memória já sofreu uma expansão clonal e diferenciação e maturação da afinidade, pelo que pode dividir-se muito mais rápido e produzir anticorpos com muito maior afinidade (especialmente a IgG). Em contraste, as células plasmáticas virgens estão completamente diferenciadas e não podem mais ser estimuladas pelo antígeno a dividir-se ou aumentar a produção de anticorpos. A actividade da célula B com memória em órgãos linfáticos secundários é a maior durante as primeiras duas semanas após a infecção. Posteriormente, depois de 2 a 4 semanas a sua resposta declina. Depois da reacção do centro germinativo as células plasmáticas de memória encontram-se localizadas na medula óssea, que é o sítio principal de produção a longo prazo de anticorpos na memória imunológica.

## Células T de memória
As células T de memória podem ser do tipo CD4+ ou CD8+. Estas células T de memória não requerem ulteriores estimulações do antígeno para proliferar e, portanto, não necessitam dum sinal através do MHC. As células T de memória podem dividir-se em dois grupos funcionais baseando-se na expressão do receptor de quimiocinas CCR7. Esta quimiocina indica a direcção da migração para órgãos linfáticos secundários. Estas células T de memória que não expressam o CCR7 (que são CCR7-) têm receptores para migrarem para o sítio da inflamação no tecido e representam uma população de células efectoras imediatas. Estas células denominaram-se células T efectoras de memória (TEM). Depois da estimulação repetida produzem grandes quantidades de IFN-γ, IL-4 e IL-5. Em contraste, as células T de memória CCR7+ carecem de funções pró-inflamatórias e citotóxicas, mas têm receptores para a migração aos gânglios linfáticos. Estas células denominaram-se células T de memória centrais (TCM). Estas estimulam de forma efectiva as células dendríticas. Com estimulação repetida podem diferenciar-se em células T de memória efectoras CCR7-. As duas populações destas células de memória originam-se a partir de células T virgens e permanecem no corpo durante vários anos depois da imunização inicial.